# Omar Barboza
Pour les articles homonymes, voir Barboza.
Omar Enrique Barboza Gutiérrez, né le 27 juillet 1944 à Maracaibo (État de Zulia), est un homme politique vénézuélien.

## Biographie
Il est le président du mouvement Un nouveau temps.
En 2018, il est élu président de l'Assemblée nationale.